# Brignac (Hérault)
Brignac is een gemeente in het Franse departement Hérault (regio Occitanie) en telt 345 inwoners (1999). De plaats maakt deel uit van het arrondissement Lodève.

## Geografie
De oppervlakte van Brignac bedraagt 4,7 km², de bevolkingsdichtheid is 73,4 inwoners per km².
De onderstaande kaart toont de ligging van Brignac (Hérault) met de belangrijkste infrastructuur en aangrenzende gemeenten.

## Demografie
Onderstaande figuur toont het verloop van het inwonertal (bron: INSEE-tellingen).